# Adua e le compagne

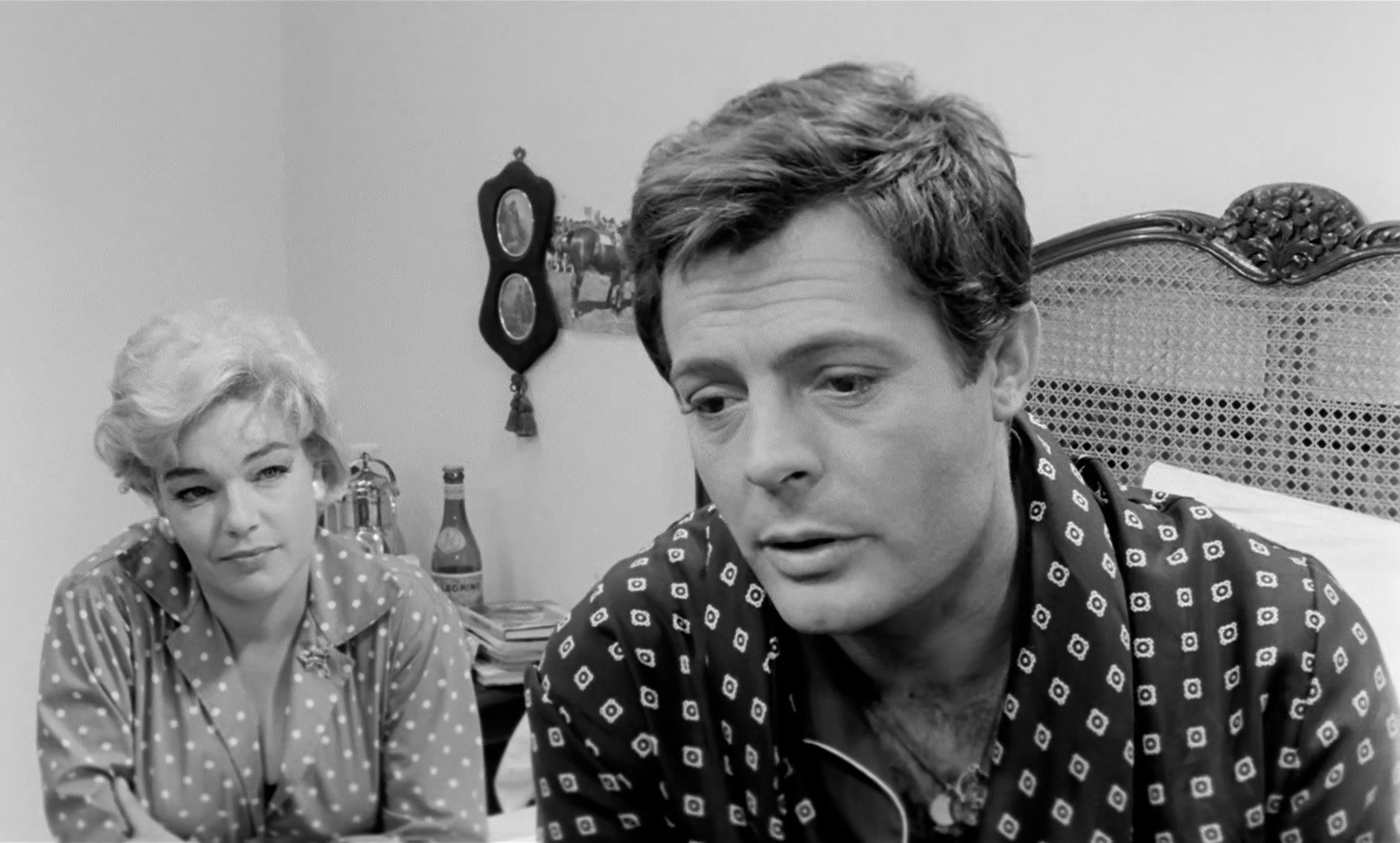
Simone Signoret en Marcello Mastroianni.

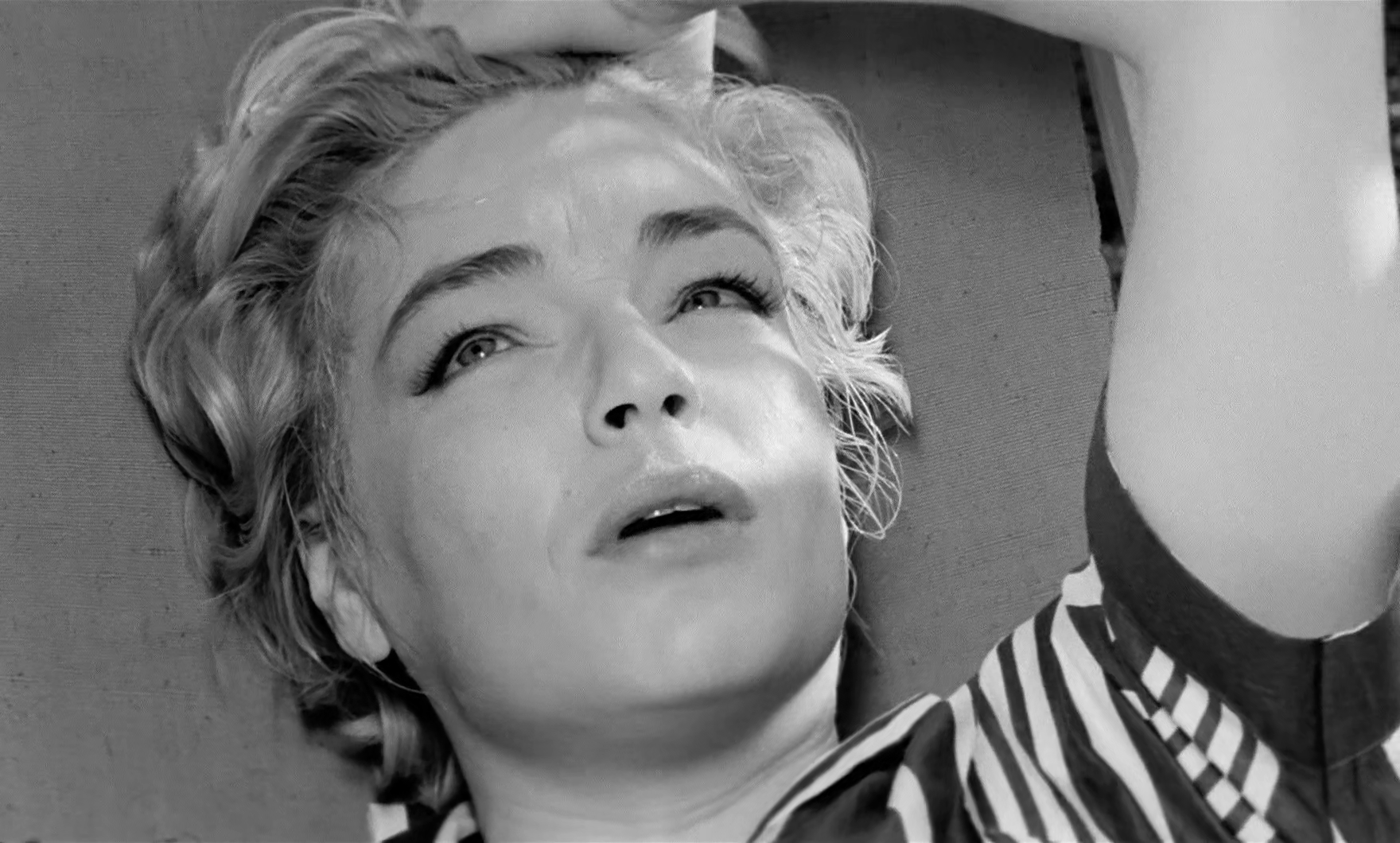
Simone Signoret.

Adua e le compagne is een Italiaanse film van Antonio Pietrangeli die werd uitgebracht in 1960.
Deze film over de prostitutie behoorde tot de meest succesrijke Italiaanse films van 1960-61. 

## Verhaal
In Italië wordt in 1958 een wet gestemd die de sluiting van bordelen verplicht. Zo zijn Adua, Lolita, Marilina en Caterina, vier prostituees in een Romeins bordeel, hun broodwinning kwijt. Adua, de oudste en de verstandigste, stelt haar collega's voor voor eigen rekening te gaan werken en een trattoria uit te baten aan de rand van Rome. Ze brengen elk 2 miljoen lire in voor de huur van een huis en de inrichting van het restaurant.
Al snel krijgen de vrouwen een brief waaruit blijkt dat hen een licentie geweigerd wordt, waarschijnlijk omwille van hun verleden. De huur, de meubels, de werklui... allemaal voor niets? 
Ze besluiten een beroep te doen op mijnheer Ercoli, een arrogante, machtige ex-klant van hen. Hij redt hen uit de nood: hij zal de licentie regelen, het huis kopen en klanten sturen. In ruil moeten zij hem maandelijks een fikse som geld geven. De vrouwen starten de zaak op en het restaurant krijgt geleidelijk succes. 
Ze krijgen de indruk dat het leven hen eindelijk toelacht: Adua ontmoet Piero, een gladde autoverkoper met een radde tong die echter niet helemaal te vertrouwen is. Adua laat zichzelf toe op die Italian lover (rol op het lijf van Marcello Mastroianni geschreven) verliefd te worden. Caterina en de allereerste klant van het restaurant, de opzichter Emilio, worden verliefd op elkaar. Marilina heeft een zoontje en ziet nu eindelijk de kans schoon om zelf voor hem te zorgen. Lolita wil na een tijdje stoppen omdat ze actrice wil worden en ze eist haar geld terug.
Maar op een dag duikt Ercoli op in de trattoria en merkt dat de zaken goed lopen. Hij maakt de vrouwen duidelijk dat hij andere serveersters en een andere kokkin voor in de keuken zal sturen en dat zij opnieuw 'aan het werk' moeten, zoals vroeger.

## Rolverdeling
| Acteur               | Personage                |
| -------------------- | ------------------------ |
| Simone Signoret      | Adua Giovannetti         |
| Sandra Milo          | Lolita                   |
| Emmanuelle Riva      | Marilina                 |
| Gina Rovere          | Caterina Zellero / Milly |
| Claudio Gora         | Ercoli                   |
| Marcello Mastroianni | Piero Salvagni           |
| Domenico Modugno     | zichzelf                 |
| Gianrico Tedeschi    | Stefano                  |
| Antonio Rais         | Emilio                   |
| Duilio D'Amore       | broeder Michele          |